# Dropz
dropz（ドロップス）は、日本のバンド、BUCK-TICKの星野英彦によるソロプロジェクトである。
2004年以前から構想がスタートし、2006年にレコーディングを行った後、2007年ビクターエンタテインメントよりデビュー。

## メンバー
- 星野英彦（ほしのひでひこ）作曲・ギター・プログラミング・キーボード
- CUBE JUICE（キューブ・ジュース）プログラミング・エレクトロ・リミックス
- KELLI ALI（ケリー・アリ）作詞・ボーカル。スニーカー・ピンプスの初代ヴォーカリスト

## ディスコグラフィー

### アルバム
1. SWEET OBLIVION（2007年4月4日）
DISC1
  1. The Concept
  2. Read my Mind
  3. Sweet Oblivion
  4. Hamburger missionary
  5. A Snowflake Falling to the Ground
  6. You and Me
  7. Dream Machine
  8. To watch me crawl
  9. I spy
  10. Lose the Boy

DISC2
初回限定盤付属CDであり、#1,4,5,6,8,9,10はCube Juice、#2,3,7はBryanによるリミックス
  1. The Concept (Dharma Remix)
  2. Read my Mind (black mix)
  3. Sweet Oblivion (black mix)
  4. Hamburger Missionary (Naichiz Remix)
  5. A Snowflake Falling to the Ground (Black Savannah Remix)
  6. You and Me (Beef's Teen Tooth Remix)
  7. Dream Machine (black mix)
  8. To watch me crawl (Transporter Remix)
  9. I spy (Terra Incognita Remix)
  10. Lose the Boy (Antidepressant Remix)